# Mekar Sawit
Mekar Sawit is een bestuurslaag in het regentschap Langkat van de provincie Noord-Sumatra, Indonesië. Mekar Sawit telt 6821 inwoners (volkstelling 2010).